# 约纳斯·拉霍尔姆
约纳斯·拉霍尔姆（瑞典語：Jonas Larholm，1982年3月6日—），生于帕蒂勒市，瑞典男子手球运动员。他曾代表瑞典参加2012年夏季奥林匹克运动会手球比赛，获得一枚银牌。